# ایچونایوک
ایچونایوک (به اسپانیایی: Ichhunayuq) یک کوه در پرو است که در Peru, Cusco Region واقع شده‌است. ایچونایوک ۴٬۲۰۰ متر بالاتر از سطح دریا واقع شده‌است.